# Kongur
Kongur (čínsky 公格尔山, pinyinem Gōnggé'ěr Shān, nazývaný také jako Kongur Tagh nebo Kongur I) je hora v západní části čínské provincie Sin-ťiang. Výška hory je většinou zdrojů uváděna jako 7719 m, jiné zdroje udávají 7649 m. Je nejvyšším vrcholem pohoří Pamír, i když někdy bývá Kašgarský hřeben, jehož je Kongur součástí, nesprávně řazen k tibetskému pohoří Kchun-lun a v tom případě je považován za nejvyšší horu Pamíru Pik Imeni Ismail Samani.